# Euphorbia punctata
Euphorbia punctata är en törelväxtart som beskrevs av Alire Raffeneau Delile. Euphorbia punctata ingår i släktet törlar, och familjen törelväxter. Inga underarter finns listade i Catalogue of Life.